# Annweiler am Trifels
Annweiler am Trifels, hay Annweiler là một thị xã thuộc huyện Südliche Weinstraße, bang Rheinland-Pfalz, Đức. Đô thị này có diện tích 39,87 km², dân số thời điểm 31 tháng 12 năm 2006 là 7090 người. Thị xã này nằm bên sông Queich, 12 km về phía tây của Landau, và trên tuyến đường ray từ Landau đến Pirmasens.
Annweiler nằm ở phía nam của rừng Palatinate có tên gọi Wasgau, bao bọc quanh bởi các đồi cao. Ở Sonnenberg (cao 493 m) có phế tích của lâu đài Trifels, ở đó Richard Coeur de Leon đã bị giam tù năm 1193. Kinh tế thị xã này chủ yếu là du lịch.
Annweiler là thủ phủ của Verbandsgemeinde ("cộng đồng đô thị") of Annweiler am Trifels.
Trong một ấn phẩm năm 1911 của Brockhaus Enzyklopädie, khu vực quanh Annweiler được gọi là "Pfälzer Schweiz".

## Người địa phương nổi tiếng
- Markward von Annweiler (1140 - 1202)
- Horst Christill
- Matthias Kern (1750-1793)
- Eugen Jäger (1842–1926)
- August Naegle (1869 - 1932)
- Hans-Ulrich Pfaffmann
- Jutta Kleinschmidt
- Gustav Franz Ullrich
- Friedrich Gerhard Wahl (1748–1826)

## Thành phố kết nghĩa
- Ambert, Pháp
- Gorgonzola, Italia